# Gribomont
Gribomont is een plaatsje in de Belgische Provincie Luxemburg in de gemeente Herbeumont.
Er was bij dit plaatsje ook een station Gribomont.
Deelgemeenten: Herbeumont · Saint-Médard · Straimont

Overige dorpen: Gribomont · Martilly · Menugoutte

Belgische gemeenten · Arrondissement Neufchâteau · Luxemburg · Wallonië